# Llanwern
Llanwern est un village et une communauté du borough de comté de Newport, au pays de Galles.

## Géographie
Llanwern est situé à 7 km à l'est du centre-ville de Newport. Outre le village, la communauté comprend également la moitié occidentale du site des aciéries de Llanwern (en), dont une partie a été reconvertie en logements sous le nom de Glan Llyn (en).

## Démographie
Au recensement de 2011, la communauté de Llanwern comptait 289 habitants.

## Culture locale et patrimoine
L'église paroissiale de Llanwern, dédiée à sainte Marie, remonte au XIVe siècle. C'est un monument classé de grade II* depuis 1963.